# NGC 2872
NGC 2872 هو اصطدام مجري، يقع في كوكبة الأسد. اكتشف في 15 مارس 1784، وقد اكتشفه ويليام هيرشل. يبعد عن الأرض 48.1 .

## روابط خارجية
- NGC 2872 على موقع ويكي سكاي: DSS2, SDSS, GALEX, IRAS, Hydrogen α, X-Ray, Astrophoto, Sky Map, Articles and images